# Ulrich Kapolongo
Ulrich Kapolongo (* 31. července 1989, Brazzaville, Konžská republika) je konžský fotbalový útočník a reprezentant, v současnosti hráč FK Teplice.

## Klubová kariéra
V Kongu hrál za ACNFF a CARA Brazzaville, v roce 2009 odešel do Jordánska do klubu Shabab Al Ordon Club. V červenci 2013 přestoupil do ázerbájdžánského celku Qarabağ FK. S Qarabağem vyhrál v sezoně 2013/14 titul v Azərbaycan Premyer Liqası (první liga).
V červenci 2014 byl na testech v českém klubu FK Teplice, které dopadly úspěšně. V přípravných zápasech sice nedal gól, ale několik jich připravil. V 1. české lize debutoval 22. srpna 2014 v pátém kole proti hostujícímu FC Slovan Liberec (remíza 2:2).

## Reprezentační kariéra
Byl členem konžské reprezentace do 20 let.
V A-mužstvu Konžské republiky debutoval v roce 2011.